# П'єдратахада
П'єдратахада (ісп. Piedratajada) — муніципалітет в Іспанії, у складі автономної спільноти Арагон, у провінції Сарагоса. Населення — 150 осіб (2010).
Муніципалітет розташований на відстані близько 310 км на північний схід від Мадрида, 50 км на північ від Сарагоси.

## Демографія
Динаміка населення (INE ):